# Pascin (bande dessinée)
Pascin est une bande dessinée de Joann Sfar parue en 2005 aux éditions de l'Association. 
Elle est inspirée de la vie du peintre Julius Mordecai Pincas, alias Pascin.